# Pic mahratte
Dendrocopos mahrattensis
Espèce
Statut de conservation UICN

 LC  : Préoccupation mineure
Le Pic mahratte (Leiopicus mahrattensis, anciennement Dendrocopos mahrattensis) est une espèce d'oiseau de la famille des Picidae.

## Répartition

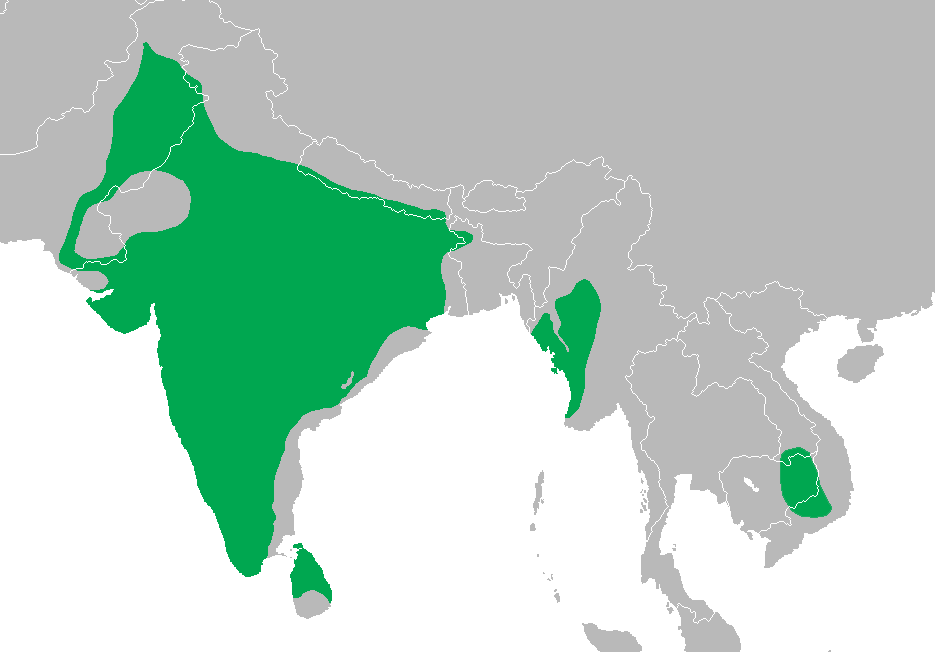
Aire de présence.

## Sous-espèces
D'après la classification de référence (version 6.2, 2016) du Congrès ornithologique international, cette espèce est constituée des deux sous-espèces suivantes :
- Leiopicus mahrattensis pallescens (Biswas, 1951) de l'est du Pakistan et du nord-ouest de l'Inde ;
- Leiopicus mahrattensis mahrattensis (Latham, 1801) de l'Inde au sud-ouest de la Chine, du Cambodge, du Myanmar et du Sri Lanka.